# 朱拜勒
朱拜勒（阿拉伯语： جبيل），古称比布羅斯（希臘語：Βύβλος），是黎巴嫩历史悠久的古城之一，位于地中海岸边，贝鲁特以北30公里，为黎巴嫩山省朱拜勒区首府。该城自新石器时代便已建城，约有7000年人类连续居住历史，被认为是“延续至今的最古老城市之一”。在《圣经》中，该城依照腓尼基语被称为迦巴勒（Gebal）。

## 圖片集

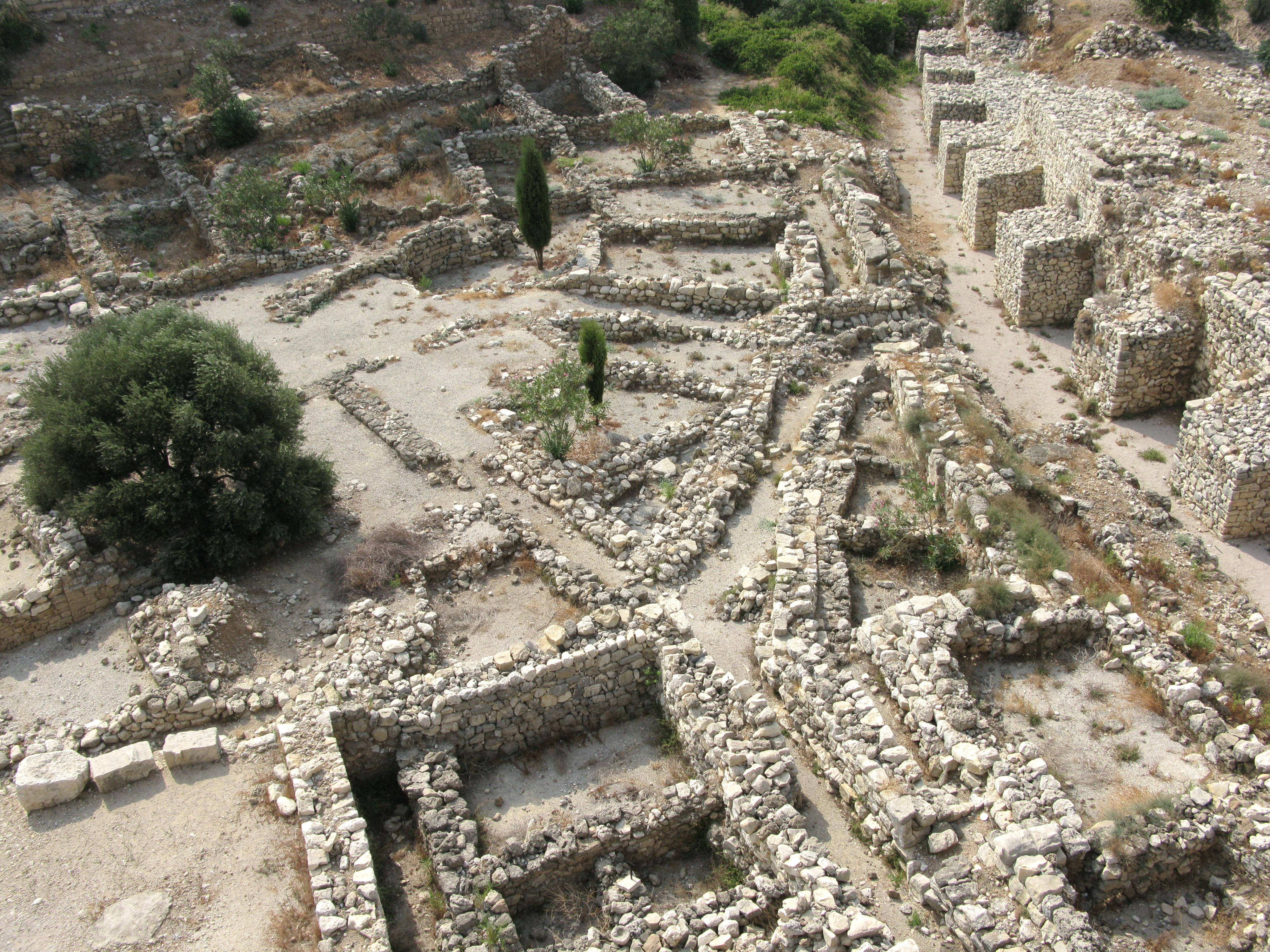
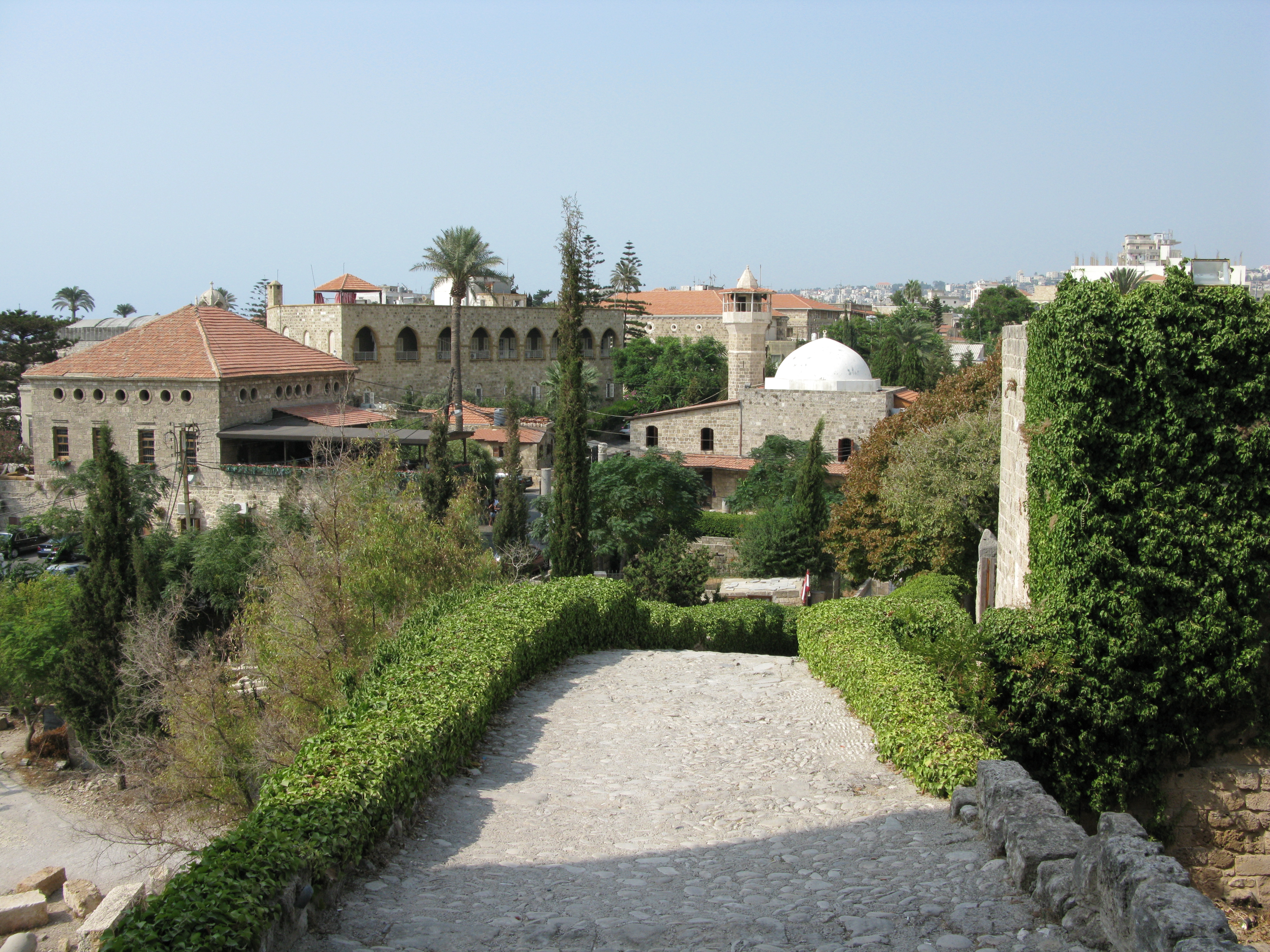
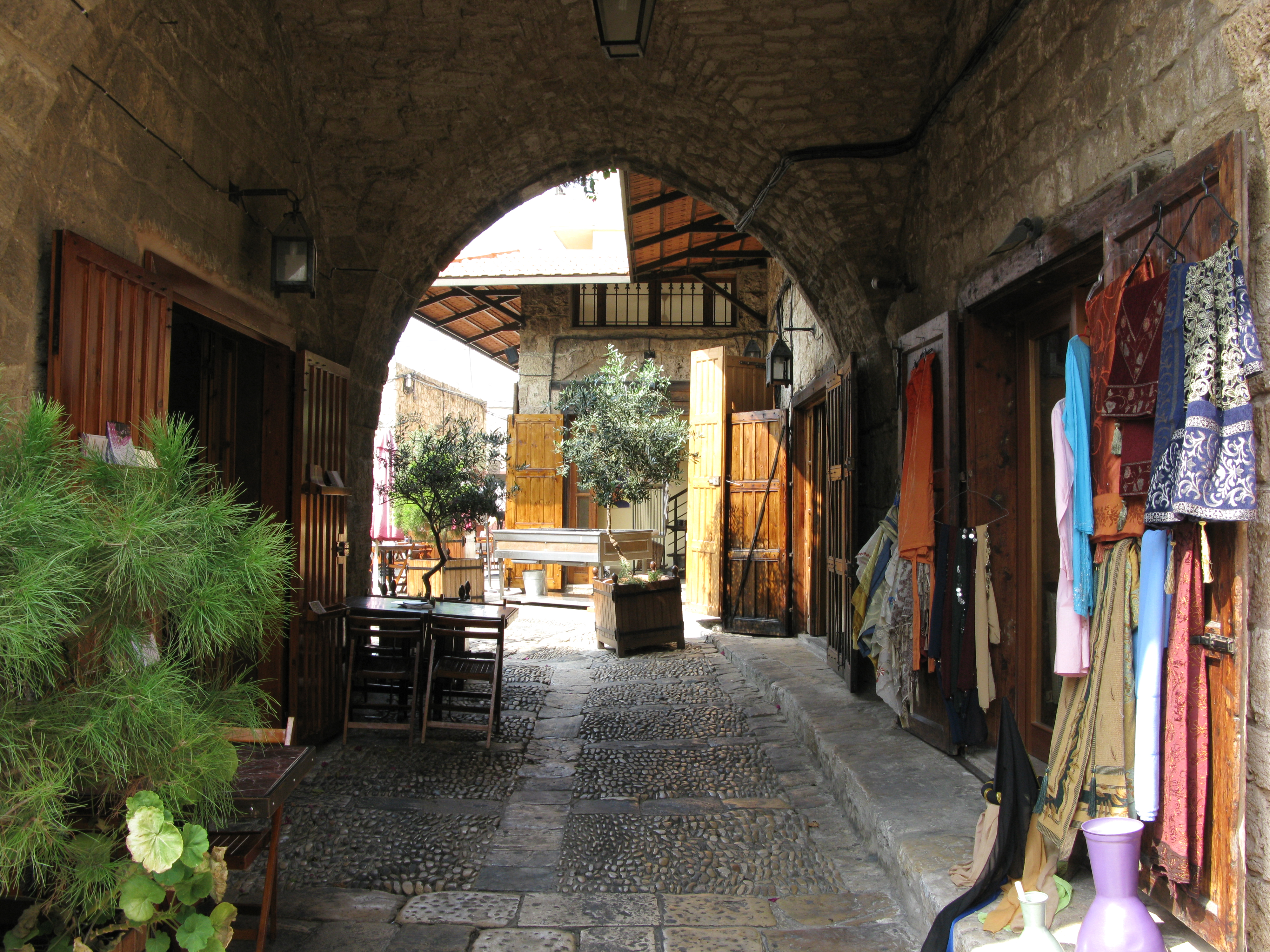
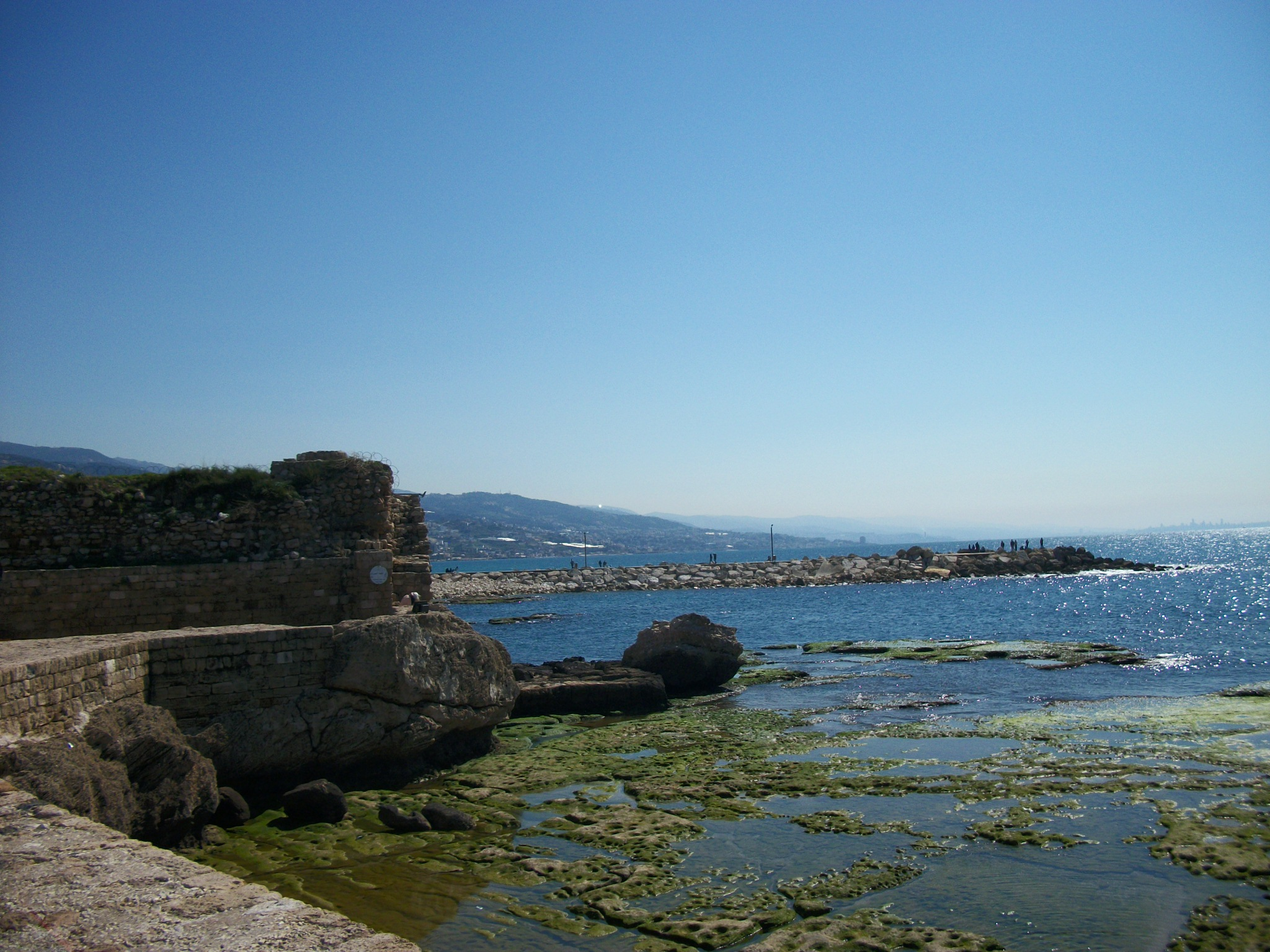
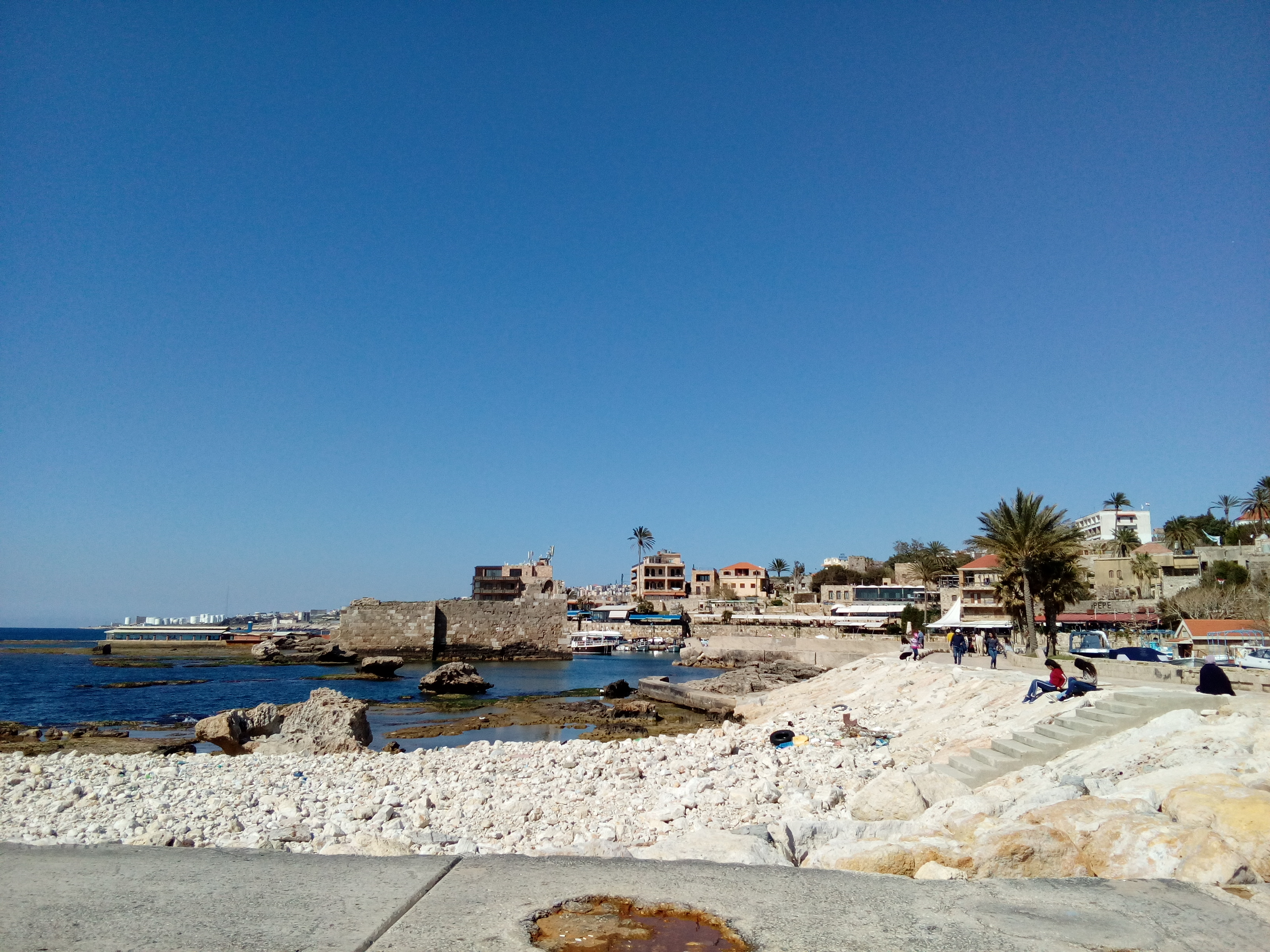
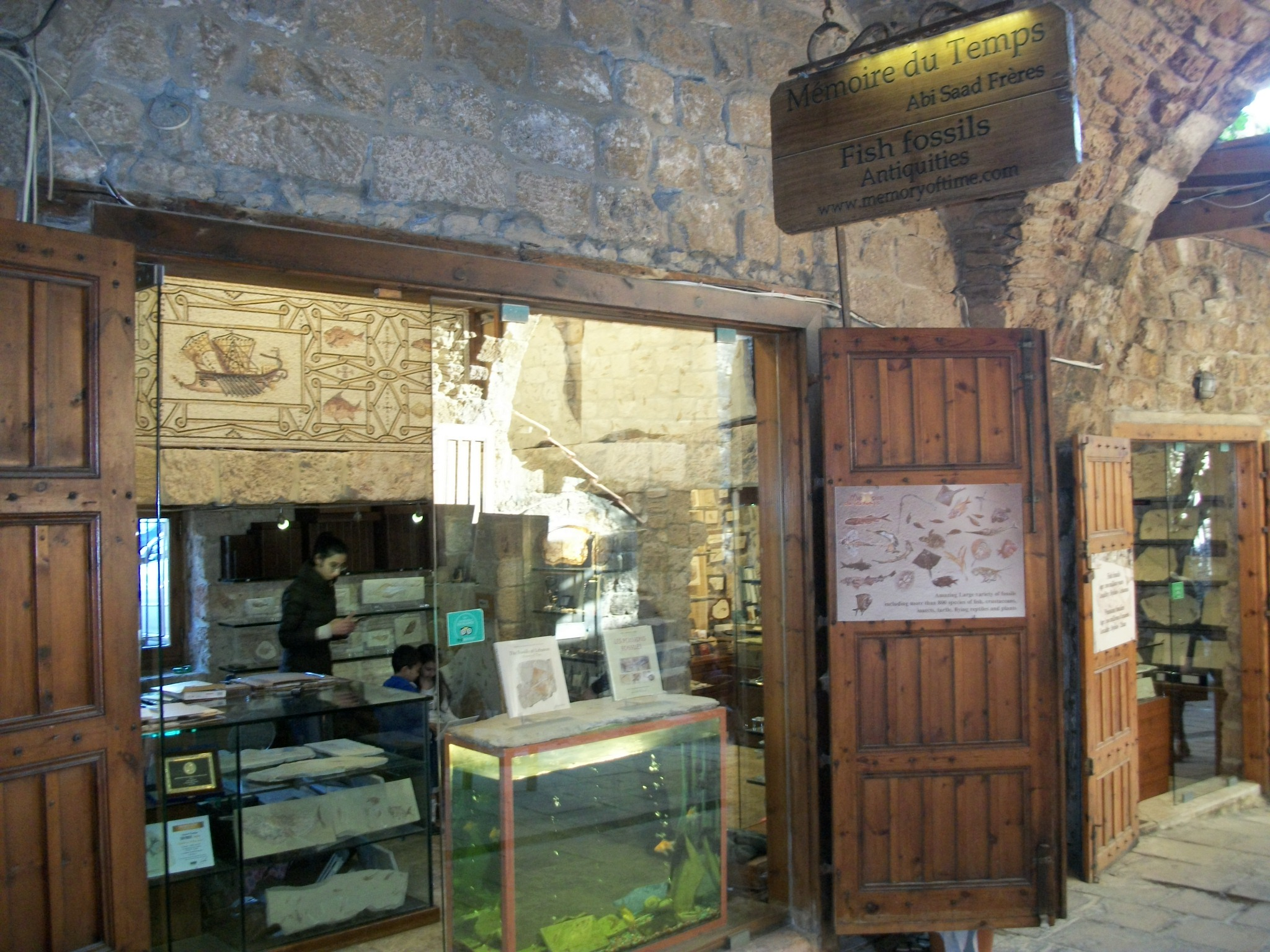
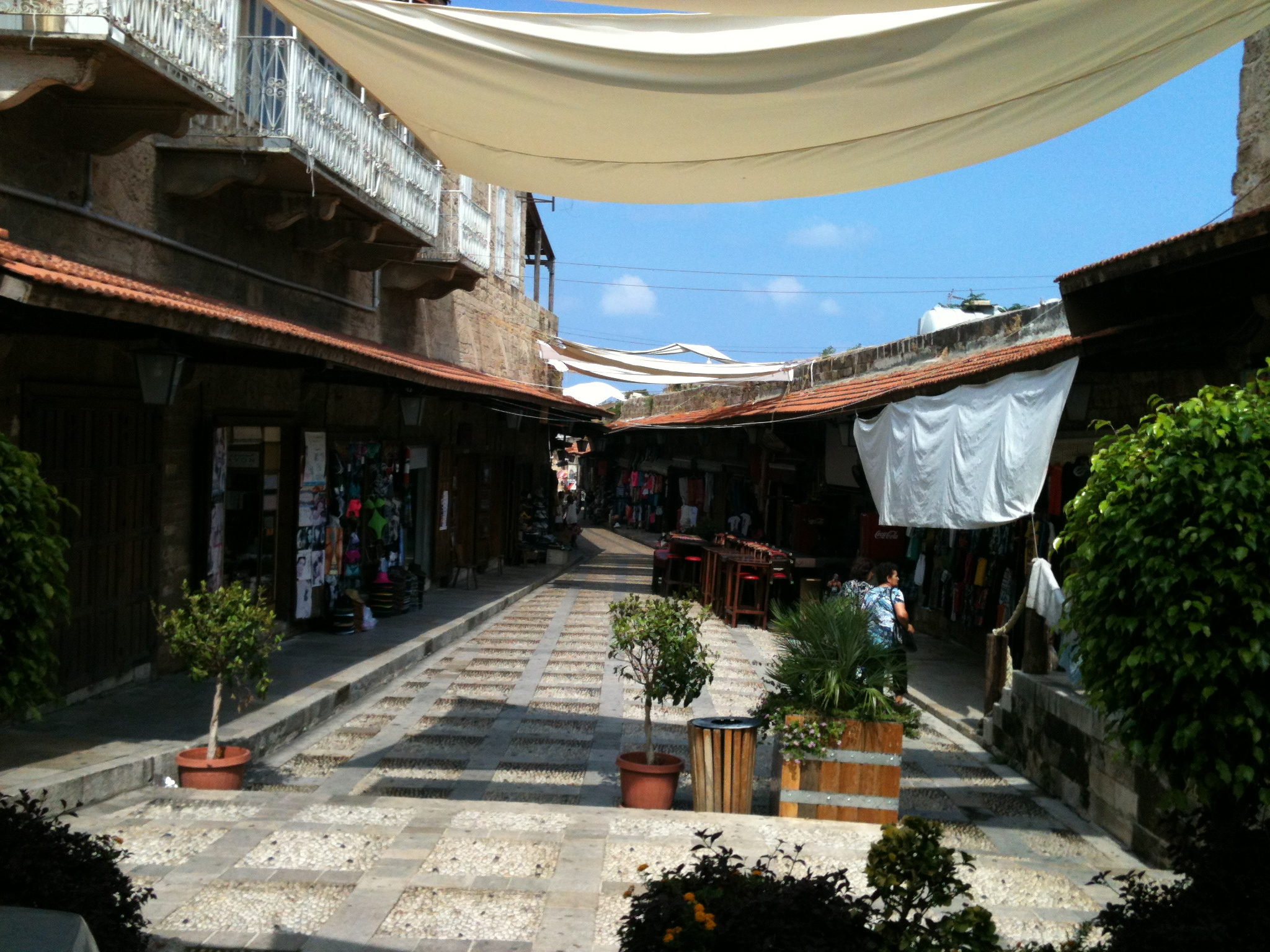

## 友好城市
- 法國 奥朗日[1]
- 法國 博尼法乔

## 伸延閱讀
- Je m'appelle Byblos, Jean-Pierre Thiollet, H & D, Paris, ISBN 2 914 266 04 9